# どんぶり委員長
『どんぶり委員長』（どんぶりいいんちょう、英語: DONBURI IINCHOU）は、市川ヒロシによる日本の漫画。双葉社が運営するウェブコミック配信サイトである「WEBコミックアクション」で2014年10月24日から2017年2月24日まで掲載された。コミックは全4巻。真面目で高飛車な性格の女子高生「委員長」がクラスメイトの不良男子「吉田」の作った親子丼を食したことで”丼物”に夢中になっていくさまを描く。
2020年10月からBSテレ東、BSテレ東4K、およびテレビ大阪の「真夜中ドラマ」枠でテレビドラマ化された。2021年1月5日よりテレビ東京で放送開始。

## 登場人物
委員長（本名は不明）
ぱたふ学園2年C組の学級委員長。
真面目な割に高飛車な性格であるにも関わらず、クラスメイトや教師からの信頼は厚い。
吉田
委員長の同級生。
母親が早くに亡くなり父子家庭で育つ。そのため普段から自宅でも料理を作っており、その腕は折り紙つき。

## 書誌情報
- 市川ヒロシ 『どんぶり委員長』、アクションコミックス（双葉社）、全4巻
  1. 2015年1月10日発売、ISBN 978-4-575-84650-8
  2. 2015年12月12日発売、ISBN 978-4-575-84731-4
  3. 2016年8月12日発売、ISBN 978-4-575-84837-3
  4. 2017年4月12日発売、ISBN 978-4-575-84957-8
- どんぶり委員長 ドラマ化記念！新作2本＆おかわりセレクション（2020年11月20日、双葉社） ※kindle版

## テレビドラマ
2020年10月25日（24日深夜）から2021年1月3日（2日深夜）までBSテレ東、BSテレ東4K、およびテレビ大阪の「真夜中ドラマ」枠で放送された。主演は伊原六花。
2021年1月6日（5日深夜）から3月24日（23日深夜）までテレビ東京でも放送された。
キャッチコピーは「ハートが丼! 丼! 高鳴るの!」。

### キャスト
委員長（本名は不明）
演 - 伊原六花
ばたふ学園2年C組の学級委員長。委員長であることを誇りにしており、常に周囲の手本となるよう自分を律して行動している。
真面目で堅物、融通が利かない一面がある。また、気位が高く、強気で高圧的な物言いをすることが多いが級友らからは慕われており、教師の信頼も厚い。苦手な教科は体育と家庭科。料理は皆無といってよいほど出来ない。
父は外交官、母はバイオリニスト。裕福な家庭で何不自由ない生活を送ってきたお嬢様育ち。いわゆるテーブルマナーを必要とする食事が常であったため、時間をかけずに慌ただしく空腹を満たすためだけに食すような立ち食いそばやファーストフードの類を「みっともない」「はしたない」と眉をひそめていた。これまで一度も丼物を食べたことはなかった。
調理実習をサボったクラスメイトの吉田に食材の鶏肉を届けた際、吉田が手際よく親子丼を作り上げて美味しそうに食べる姿に衝撃を受ける。器に直接口をつけて掻きこむように食べる丼物を「お行儀の悪い食べ物」と、まるで天敵かのように嫌悪していたはずが、漂う出汁の香りやトロリとした卵とじのビジュアルに魅了されてしまう。食欲と言う本能には抗えず、また、好奇心は膨らむばかりで眠れない夜を過ごした。翌日、吉田を呼び出して自分のために親子丼を作らせ、その"背徳の味"に箸が止まらず、完食。メインとなる具材と出汁とごはんが三位一体となる丼物の醍醐味に開眼、感激する。どんぶりに思いを馳せる時の口癖は「美味しそう過ぎる〜！」。
「はしたない」と公言していた丼物の魅力に嵌ったことを周囲の人間に知られては面目丸潰れであるため、吉田にも強く口止めしている。
吉田のことを異性として意識し始めたが、素直に好意を口に出来ずにいる。
吉田
演 - 小西詠斗
委員長と同じクラスの男子生徒。整った容姿のイケメンでありモテる。やや劣等生。
幼いころに母親を亡くし、父子家庭で育つ。普段から料理を作っており得意である。父は仕事で忙しいため個食が多く、自炊する時も一人分なので手早く作れる丼物やワンプレートが多い。料理のいろはは大衆料理「ハッピー」の店主・路子から手ほどきを受けた。基本的なレシピは基より、ひと手間加えたアレンジもお手のものである。
時々授業をサボったり、校則で禁止されている買い食いをすることがある。風紀を乱す行動であると委員長に咎められたが、生活指導の教師に言い付けない代償に「私のためにどんぶりを作って」と命じられた。はじめは渋々作っていたが、自分の作った丼物を夢中になって食べる委員長の上気した満足気な顔を見て、吉田の顔も達成感で綻ぶようになる。
少し高圧的で生意気な物言いをする委員長が、自分の前では無防備な表情を見せることや他の女子が吉田に好意を寄せていることに嫉妬や戸惑いを覚えていることに気づいた。吉田も委員長のことをクラスメイトとしてだけではなく異性として意識するようになり、好ましく思うようになる。
太田
演 - 前田航基
委員長と吉田のクラスメイトで吉田の友人。アイドルおたく。食べることが大好きなぽっちゃり体型の非モテ男子。私服は自分なりにオシャレを意識しているが、傍目には個性的なチョイスになっている。
転校生の山笠に一目惚れ。アイドル活動をしている山笠を熱心に応援している。山笠からは「ふとだ君」と呼ばれている。
山笠静香
演 - 伊藤理々杏（乃木坂46）
東京でメジャーアイドルになることを夢見て博多から上京してきた転校生。上京後まもなく、菓子パン系アイドル「デニッシュ」のメンバーとしてライブ活動を開始した（グループでの愛称は“ずっか”）。
転校初日から吉田のことを意識して見ており、吉田と親密に話をしている委員長にライバル心を燃やす。2人がまだステディな交際に至っていないと知ると積極的な行動に出て吉田にアタックした。
博多にいたころはいつも注目される存在であったと自負しているが、「デニッシュ」ではセンターに立てない自分に不甲斐なさや憤りを感じている。沖縄のご当地アイドルグループから移籍を打診されて、快諾。転校して心機一転、「沖縄ナンクルナイサー」（会員番号32番、通称“ずっか”）で活動を始めると瞬く間に人気者となり、全国のご当地グループから選抜したアイドルで結成する新グループのメンバーにスカウトされて再び上京、ばたふ学園2年C組に再編入した。
白石
演 - 大関れいか
委員長のクラスメイト。和太鼓部。委員長と吉田の距離感が縮まったことに気づき、興味津々。
中嶋
演 - 安藤ニコ
クラスメイト。和太鼓部に所属。
発田
演 - 赤澤巴菜乃
クラスメイト。和太鼓部に所属。
中嶋ケンタ
演 - 京典和玖
中嶋の兄。テンション高めのバーベキューの達人。アメリカバーベキュー協会公認、バーベキューインストラクターの資格保有者。アメリカのBBQ大会で準優勝経験もある。得意料理はアクアパッツア、ダッチオーブンで作るちぎりパン。
茨泰之
演 - 鈴木拓（ドランクドラゴン）
ばたふ学園2年C組担任。吉田に家庭科室の使用を許可している。
飯田路子
演 - 宮崎美子
大衆料理「ハッピー」の店主。吉田に料理の手ほどきをした気風の良い女性。母性愛豊かに吉田の成長を見守っており、育ての母と言っても過言ではない。
吉田父
演 - 波岡一喜
吉田の父。亡き妻・トキエの手料理、特に紅しょうがの天ぷらが大好物。
吉田トキエ
演 - 磯山さやか
吉田の母。吉田が幼いころに他界。生前は大衆料理「ハッピー」で働いていた。

### ゲスト
- 池田鉄洋[注釈 2] - ※カメオ出演
  - 第1話 - 吉田が良く立ち寄る立ち食いそば・うどん店の店主。
  - 第2話 - 通りすがりの野次馬。
- B.O.L.T（内藤るな、高井千帆、青山菜花、白浜あや）
  - 第7話 - 水族館に来ていた女の子たち[6]

### スタッフ
- 原作 - 市川ヒロシ 『どんぶり委員長』（アクションコミックス / 双葉社刊）
- 脚本 - 池田テツヒロ[2]
- 監督 - 久万真路、進藤丈広、吉川鮎太
- 編集 - 臼杵恵理
- 選曲 - 髙木秀和
- 主題歌 - B.O.L.T 『Don't Blink』（EVIL LINE RECORDS）[7]
- 料理監修 - 赤堀博美、澤田温子
- EDダンス指導 - 竹中夏海
- 和太鼓指導 - 河乃裕季
- 編成 - 石本順也（BSテレ東）
- 技術協力 - バル・エンタープライズ
- 美術プロデューサー - 森川一雄
- 美術協力 - KHKアート
- ポスプロ - レスパスビジョン、シネマサウンドワークス
- プロデューサー - 小林教子（テレビ東京）、櫻田惇平（ホリプロ）
- 制作 - BSテレ東、ホリプロ
- 製作 - 「どんぶり委員長」製作委員会2020

### 放送日程
| 話数   | 放送日          | サブタイトル                                                         | 監督     |
| ------ | --------------- | -------------------------------------------------------------------- | -------- |
| 第1話  | 2020年 10月25日 | 生まれて初めてのドーン! 即席おんたま乗せ親子丼                       | 久万真路 |
| 第2話  | 11月01日        | お行儀悪くてドーン! 委員長ファーストインパクトスペシャル牛丼         | 久万真路 |
| 第3話  | 11月08日        | お腹にも心にもやさしいドーン! 野菜オンリースープあんかけ丼           | 進藤丈広 |
| 第4話  | 11月15日        | 委員長はじめてのクッキングでドーン! ビギナーズコンビーフハンバーグ丼 | 進藤丈広 |
| 第5話  | 11月22日        | 恋のライバルがドーン! 博多ラーメン風ばりうまか丼                     | 吉川鮎太 |
| 第6話  | 11月29日        | ナポリでドーン! パスタを超える絶品ナポリタン丼                       | 吉川鮎太 |
| 第7話  | 12月06日        | 水族館で初めてのドーン! 三色缶詰開栓丼                               | 久万真路 |
| 第8話  | 12月13日        | BBQで炎上モクモクドーン! くん製づくしの香り高きネオ親子丼            | 進藤丈広 |
| 第9話  | 12月20日        | 勘違いのクリスマスでドーン! レンチン簡単ローストビーフ風丼           | 吉川鮎太 |
| 第10話 | 12月27日        | どんぶり対決でドーン! タバスコ好き好きすき焼きトマト丼               | 進藤丈広 |
| 第11話 | 2021年 1月3日   | 委員長最後のリクエストドーン! 吉田家特製紅しょうが丼                 | 久万真路 |
| 最終話 | 2021年 1月3日   | さようならのドーン! 再びの即席おんたまのせ親子丼                     | 久万真路 |

## 関連商品
- どんぶり委員長 DVD-BOX（2021年5月7日、 販売元：Happinet）ASIN：B08RP46JJW